# Seckauer Hagelbeschwörung
Die Seckauer Hagelbeschwörung (früher auch Grazer Hagelsegen genannt) ist der älteste erhaltene Hagelspruch im deutschen Sprachraum. Auf einem Pergamentblatt des 12. Jahrhunderts festgehalten, dient es für den lateinischen Benediktions-Kodex Graz, UB 784 des Seckauer Chorherrenstiftes als hintere Einbandverstärkung.

Digitalisat der Handschrift der Seckauer Hagelbeschwörung (Ms 784 148v)

UV-Fluoreszenaufnahme der Handschrift der Seckauer Hagelbeschwörung (Ms 784 148v)

## Überlieferung
Die Seckauer Hagelbeschwörung aus dem 12. Jahrhundert ist der älteste erhaltene Hagelspruch im deutschen Sprachraum. Erhalten blieb dieser christianisierte Beschwörungsspruch als Makulatur. Das alte Pergamentblatt diente als hintere Einbandverstärkung für den lateinischen Benediktions-Kodex Graz, UB 784 des Seckauer Chorherrenstiftes. Auf diesem Pergamentblatt befindet sich auf der Vorderseite eine Beschwörung zum Zweck der Entdeckung eines Diebstahls in lateinischer Sprache. Auf der Rückseite befindet sich die nur sehr schwer lesbare Hagelbeschwörung in deutscher Sprache. Ein Autor ist nicht bekannt.
Da das Pergamentblatt mit den Beschwörungen am hinteren Buchdeckel aufgeklebt war, wurde die Handschrift durch die Ablösung vom Bucheinband stark in Mitleidenschaft gezogen. Anton Schönbach gelang es durch die wiederholte Anwendung von Schwefelammonium unter Mithilfe des Archivars Joseph von Zahn eine Transliteration der Hagelbeschwörung anzufertigen.
Der 148 Blätter umfassende lateinische Sammelcodex enthält Adjurationen (Beschwörungen) und Benediktionen (Segnungen). Diese Rituale waren für den klösterlichen Gebrauch gedacht. Aufgrund des Inhalts und der wiedererkennbaren Handschriften der einzelnen Schreiber wird davon ausgegangen, dass die Handschrift 784 zur Erstausstattung des Seckauer Chorherrenstiftes gehört. Da sie mit anderen Handschriften inhaltlich in Verbindung gesetzt werden kann, ist es möglich, die einzelnen Schreiber in Seckau zu lokalisieren. Bei den Schreiberhänden muss es sich aber nicht zwingend um Mitglieder des Stiftes gehandelt haben. Grundsätzlich lassen sich allein in dieser Handschrift vier verschiedene Hauptschreiber finden, jedoch können nicht zu allen Verbindungen nach Seckau hergestellt werden. Ebenso wenig lassen sie sich namentlich bestimmen. Lediglich Bernhard, der wohl bekannteste Schreiber des Seckauer Chorherrenstiftes, lässt sich nennen. In dieser Handschrift fungierte er als Rubrikator und Korrektor, wohl weniger als Schreiber.

## Transliteration und Übersetzung

### Transliteration
† Ivie riffe. Ivie riffe. Ivie riffe. hin vil michel. hin vil
michel. hin vil michel. Von wannen gent swarzev wolchen.
daz ist heilige christ. mit siner gecirde. daz ist der heilige
christ mit siner menege. Der scheiden (l. scheidet) trvbev wol-
chen. der wil veimen wize steine. daz e zegen. e si cerde gen.
vor den selben wihen worten. daz uns ce luppe. Pater. Pater.
Pater. Gehugest du nv hagel. wa dich die wartman. in dem
walde sahen. uf hart du lӕge. engelen dv iӕge. daz du me
getar. ie. sva man dich nant. Mm pater.

### Übersetzungsversuch
[Kreuzzeichen] Ich rufe rastlos, rufe rastlos, rufe rastlos: Weit hinweg, weit hinweg, weit hinweg! Woher kommen die schwarzen Wolken? Das ist der Hl. Christus in seiner Herrlichkeit, das ist der Hl. Christus mit seinem Gefolge. Er möge trennen die dunklen Wolken, aufschäumen die weißen (Hagel-)Steine, damit sie zerfließen, ehe sie zur Erde fallen, dank dieser geheiligten Worte. So helfe uns Zauberkunst („luppe/lüppe“) [oder „ze luppe“ = ze liebe: „Das sei uns hilfreich“?]. Vater, Vater, Vater! Sei eingedenk, Hagel: Wo dich die Wächter (Hagelwärter) über dem Wald erblickten, lagst du hart (auf Steinen), Engel (weiße Wolken?) triebst du umher. Nichts sollst du dort wagen, wo man dich bannte. Maria Mater (Gebets-Kürzel „Mm“; oder symbolische Zahlenangabe, z. B. für „zig“??] Vaterunser.

## Interpretation
Betrachtet man nun den Inhalt dieser Hagelbeschwörung genauer, ergibt sich folgender Deutungsansatz: Er beginnt mit einer dreimaligen Anrufung an die drohenden Hagelwolken. Mit dieser Anrufung und der folgenden dreimaligen Bitte, das Unwetter möge weit wegziehen, sollen die Wolken sowohl angesprochen als auch gebannt werden. Infolge wird beschrieben, wie sich die gefährlichen „weißen Steine“ rechtzeitig in Wasser auflösen sollen durch Einwirkung eines wolkenartigen Gebildes, welches von Christus selbst angeführt wird. Zum Schluss lassen sich Opfergaben in Form von Gebetsleistungen finden.
Sowohl der Inhalt dieser Beschwörung als auch seine Form weisen magische Bestandteile auf. Seit jeher spielt Magie und Zauberei eine tragende Rolle im Leben der Menschen, vor allem für jene Menschen des Mittelalters. Damit erklärten sie sich Unerklärliches und nicht Begreifbares oder sahen darin den letzten Ausweg, wenn kein anderes Mittel mehr helfen konnte. Fehlendes Wissen und Kenntnisse über Krankheiten, Wetter und sonstige verblüffende Ereignisse wurden damit greifbarer und verständlicher gemacht. Der Hagel stellte dabei die größte Bedrohung dar, da dessen Zerstörungskraft enorm ist.
Der Aufbau des Hagelspruchs enthält einige Komponenten, die auch bei anderen mittelalterlichen Zaubersprüchen zu finden sind. Die Adressierung als Texteinstieg ist dabei ein fixer Bestandteil. Die Hagelbeschwörung hat eine dreimalige Anrufung mit einem Kreuzzeichen vorangestellt als Texteinstieg († Ivie riffe. Ivie riffe. Ivie riffe). Dieses Symbol weist darauf hin, dass es an eine höhere Macht oder Gottheit gerichtet ist. Als Nächstes lässt sich die Bannung (hin vil michel. hin vil michel. Von wannen gent swarzev wolchen.)  finden. Sie gehört zum Herzstück der Beschwörung, da man durch die direkte Nennung Macht über die Gefahr oder ähnliches erlangen wollte. Danach nimmt einen Großteil des Spruchs die Analogieerzählung (auch Historiola genannt) ein. Hierbei wird ein vormaliges Geschehen wiedergegeben, um sich selbst abzusichern und eine Erinnerung an die heilige Macht zu wecken, die wieder wirksam werden soll. Daran angeschlossen ist die Beschwörungsformel (daz du me getar. ie. sva man dich nant.). Sie ist ein spezifischer Sprechakt, meist im Imperativ gehalten, der alles Wirkmächtige beinhaltet und an den Kern der Bitte erinnert. Zu guter Letzt steht die Opferanweisung (Mm pater.). Diese enthält Gebetsanweisungen, in unserem Fall vermutlich für Gegrüßet seist du Maria und das Vaterunser.
Da sich die Menschen der vielen Zaubersprüche, Beschwörungen, Segnungen, magischen Formeln usw. bedienten, um ihre Krankheiten zu heilen und ihre Probleme lösen zu können, war die Versuchung groß, auf den falschen Pfad zu geraten. Der Grat zwischen Weißer und Schwarzer Magie ist ein sehr schmaler, in dessen Nähe der Wetterzauber sich befindet. Doch solange das drohende Unwetter oder der bedrohliche Hagelschauer in ein entferntes, unbewohntes Ödland hinweggewünscht wurde, waren keine Probleme zu befürchten. Wurden die Beschwörungen jedoch angeblich zu rachsüchtigen oder schadenden Zwecken genützt, war die Grenze zur schwarzen Magie überschritten. Betrachten wir die Seckauer Hagelbeschwörung, so könnte zwar ein Mitschwingen von schwarzer Magie vermutet werden, doch kann durch den starken christlichen Schwerpunkt und die Überlieferungssituation durchaus von einer Beschwörung ausgegangen werden, die der weißen Magie zuzuordnen ist.

## Weiterführende Literatur
- Ernst Hellgardt: Die deutschsprachigen Handschriften im 11. und 12. Jahrhundert. Bestand und Charakteristik im chronologischen Aufriß, in: Deutsche Handschriften 1100–1400. Oxforder Kolloquium 1985, hg. von Volker Honemann und Nigel F. Palmer, Tübingen 1988, S. 35–81, hier S. 59 (Nr. 69).
- Ernst Hellgardt: Seckauer Handschriften als Träger frühmittelhochdeutscher Texte, in: Die mittelalterliche Literatur in der Steiermark. Akten des Internationalen Symposions Schloß Seggau bei Leibnitz 1984, hg. von Alfred Ebenbauer, Fritz Peter Knapp und Anton Schwob (= Jahrbuch für internationale Germanistik. Reihe A, Kongreßberichte 23), Bern u. a. 1988, S. 103–130, bes. S. 112f.
- Ernst Hellgardt: Die deutschen Zaubersprüche und Segen im Kontext ihrer Überlieferung (10. bis 13. Jahrhundert). Eine überlieferungsgeschichtliche Skizze, in: Atti della Accademia Peloritana dei Pericolanti. Classe di Lettere Filosofia e Belle Arti, Vol. LXXI, Anno Accademico CCLXVI (1995), Messina 1997, S. 5–62, hier S. 13 und 21f.
- Verena Holzmann: „Ich beswer dich wurm und wyrmin ...“. Formen und Typen altdeutscher Zaubersprüche und Segen (= Wiener Arbeiten zur germanischen Altertumskunde und Philologie 36), Bern u. a. 2001, S. 171 (Nr. 83).
- Jürgen Wolf: Psalter und Gebetbuch am Hof: Bindeglieder zwischen klerikal-literaler und laikal-mündlicher Welt, in: Orality and Literacy in the Middle Ages. Essays on a Conjunction and its Consequences in Honour of D. H. Green, hg. von Mark Chinca und Christopher Young, Turnhout 2005, S. 139–179, hier S. 172 Nr. 31.